# Мариовска буна
Мариовската буна или Бунт в Прилепско от 1564 г. е селско въстание на населението в областта Мариово срещу Османската империя през 1564 – 1565 година.
Причина за бунта е пристрастна присъда на прилепския кадийски съд при решаването на спор на селяни с османския управител. Бунтът на българите започва в Мариово, пренася се и обхваща Прилепско и самия крепостен град Прилеп като въстаналия народ е подкрепен от свещениците Димитър от Градешница и Яков от Старавина. Скопският бей и прилепският кадия са определени със султански ферман от 3 октомври 1564 година да се справят с бунта. На 4 декември 1565 година е издадена нова султанска заповед за справянето с въстаниците, като до края на годината с много труд от властите въстанието е потушено.
Въстанието нанася удар срещу процеса по превръщането на селата на областта в османски чифлици и срещу ислямизацията в Мариово.